# Serie A 2018-2019 (hockey in-line)
La Serie A 2018-2019 è stata la 23ª edizione del massimo campionato italiano di hockey in-line. Il torneo ha avuto inizio il 13 ottobre 2018 e si è concluso il 23 maggio 2019.
Lo scudetto è stato conquistato dal Milano Quanta per la nona volta nella sua storia.

## Squadre partecipanti
| Club              | Stagione | Città              | Stagione precedente                                   |
| ----------------- | -------- | ------------------ | ----------------------------------------------------- |
| Asiago Vipers     | dettagli | Asiago (VI)        | 5º in Serie A, quarti di finale dei play-off scudetto |
| Cittadella        | dettagli | Cittadella (PD)    | 2º in Serie A, semifinale dei play-off scudetto       |
| CUS Verona        | dettagli | Verona             | 4º in Serie A, semifinale dei play-off scudetto       |
| CVS Civitavecchia | dettagli | Civitavecchia (RM) |                                                       |
| Diavoli Vicenza   | dettagli | Vicenza            | 3º in Serie A, finale dei play-off scudetto           |
| Ferrara           | dettagli | Ferrara            | 8º in Serie A, quarti di finale dei play-off scudetto |
| Ghosts Padova     | dettagli | Padova             | 7º in Serie A, quarti di finale dei play-off scudetto |
| Milano Quanta     | dettagli | Milano             | 1º in Serie A, vince i play-off scudetto              |
| Monleale          | dettagli | Monleale (AL)      | 9º in Serie A                                         |
| Real Torino       | dettagli | Torino             | 6º in Serie A, quarti di finale dei play-off scudetto |

## Stagione regolare

### Classifica finale
|  | Pos. | Squadra           | Pt | G  | V  | VR | PR | P  | GF  | GS  | DR   |
|  | ---- | ----------------- | -- | -- | -- | -- | -- | -- | --- | --- | ---- |
|  | 1.   | Milano Quanta     | 54 | 18 | 18 | 0  | 0  | 0  | 144 | 27  | +117 |
|  | 2.   | Diavoli Vicenza   | 48 | 18 | 16 | 0  | 0  | 2  | 150 | 53  | +97  |
|  | 3.   | Ghosts Padova     | 34 | 18 | 11 | 0  | 1  | 6  | 98  | 80  | +18  |
|  | 4.   | CUS Verona        | 28 | 18 | 9  | 0  | 1  | 8  | 66  | 64  | +2   |
|  | 5.   | Asiago Vipers     | 26 | 18 | 8  | 1  | 0  | 9  | 80  | 78  | +2   |
|  | 6.   | Real Torino       | 22 | 18 | 7  | 0  | 1  | 10 | 71  | 69  | +2   |
|  | 7.   | Ferrara           | 20 | 18 | 6  | 1  | 0  | 11 | 63  | 102 | -39  |
|  | 8.   | Cittadella        | 17 | 18 | 5  | 1  | 0  | 12 | 58  | 79  | -21  |
|  | 9.   | Monleale          | 13 | 18 | 4  | 0  | 1  | 13 | 66  | 110 | -44  |
|  | 10.  | CVS Civitavecchia | 8  | 18 | 2  | 1  | 0  | 15 | 48  | 182 | -134 |

Legenda:
  Squadra ammessa ai play-off scudetto.
  Squadra campione d'Italia.
  Squadra vincitrice della Coppa Italia.
  Squadra vincitrice della Coppa FIRS.
  Squadra vincitrice della Supercoppa italiana.
      Retrocesse in Serie B 2019-2020.
Note:
Tre punti a vittoria, due per la vittoria ai tempi supplementari/tiri di rigore, uno per la sconfitta ai tempi supplementari/tiri di rigore, zero a sconfitta.
In caso di arrivo di due o più squadre a pari punti, la graduatoria finale è stilata secondo la classifica avulsa tra le squadre interessate che prevede, in ordine, i seguenti criteri:
- punti negli scontri diretti;
- differenza reti negli scontri diretti;
- differenza reti generale;
- reti realizzate in generale;
- sorteggio.

## Play-off scudetto
|  | Quarti di finale | Quarti di finale | Quarti di finale | Quarti di finale | Quarti di finale |   |                 | Semifinali    | Semifinali | Semifinali | Semifinali | Semifinali | Semifinali | Semifinali |  |  | Finale | Finale        | Finale | Finale | Finale | Finale | Finale |
|  |                  |                  |                  |                  |                  |   |                 |               |            |            |            |            |            |            |  |  |        |               |        |        |        |        |        |
|  | 1                | Milano Quanta    | 5                | 11               |                  |   |                 |               |            |            |            |            |            |            |  |  |        |               |        |        |        |        |        |
|  | 7                | Ferrara          | 0                | 1                |                  |   |                 |               |            |            |            |            |            |            |  |  |        |               |        |        |        |        |        |
|  | 7                | Ferrara          | 0                | 1                |                  | 1 | Milano Quanta   | 4             | 5          | 5          |            |            |            |            |  |  |        |               |        |        |        |        |        |
|  |                  |                  |                  |                  |                  | 1 | Milano Quanta   | 4             | 5          | 5          |            |            |            |            |  |  |        |               |        |        |        |        |        |
|  |                  | 4                | CUS Verona       | 0                | 2                | 1 |                 |               |            |            |            |            |            |            |  |  |        |               |        |        |        |        |        |
|  | 4                | 4                | CUS Verona       | 0                | 2                | 1 | CUS Verona      | 5             | 1          | 3          |            |            |            |            |  |  |        |               |        |        |        |        |        |
|  | 4                |                  |                  |                  |                  |   | CUS Verona      | 5             | 1          | 3          |            |            |            |            |  |  |        |               |        |        |        |        |        |
|  | 5                | Asiago Vipers    | 3                | 5                | 1                |   |                 |               |            |            |            |            |            |            |  |  |        |               |        |        |        |        |        |
|  |                  |                  |                  |                  |                  |   |                 |               |            |            |            |            |            |            |  |  | 1      | Milano Quanta | 6      | 13     | 3      |        |        |
|  |                  |                  | 2                | Diavoli Vicenza  | 2                | 4 | 0               |               |            |            |            |            |            |            |  |  |        |               |        |        |        |        |        |
|  | 2                | Diavoli Vicenza  | 11               | 9                |                  |   |                 |               |            |            |            |            |            |            |  |  |        |               |        |        |        |        |        |
|  | 8                | Cittadella       | 1                | 4                |                  |   |                 |               |            |            |            |            |            |            |  |  |        |               |        |        |        |        |        |
|  | 8                | Cittadella       | 1                | 4                |                  | 2 | Diavoli Vicenza | 9             | 3          | 8          | 7          |            |            |            |  |  |        |               |        |        |        |        |        |
|  |                  |                  |                  |                  |                  | 2 | Diavoli Vicenza | 9             | 3          | 8          | 7          |            |            |            |  |  |        |               |        |        |        |        |        |
|  |                  | 3                | Ghosts Padova    | 8                | 4                | 1 | 5               |               |            |            |            |            |            |            |  |  |        |               |        |        |        |        |        |
|  | 3                | 3                | Ghosts Padova    | 8                | 4                | 1 | 5               | Ghosts Padova | 4          | 7          |            |            |            |            |  |  |        |               |        |        |        |        |        |
|  | 3                |                  |                  |                  |                  |   |                 | Ghosts Padova | 4          | 7          |            |            |            |            |  |  |        |               |        |        |        |        |        |
|  | 6                | Real Torino      | 3                | 3                |                  |   |                 |               |            |            |            |            |            |            |  |  |        |               |        |        |        |        |        |

## Verdetti
| Verdetto                    | Club                      |
| --------------------------- | ------------------------- |
| Campione d'Italia 2018-2019 | Milano Quanta (9º titolo) |
| Retrocessa in Serie B       | CVS Civitavecchia         |